# Torremirona
Torremirona – miejscowość w Hiszpanii, w Katalonii, w prowincji Girona, w comarce Alt Empordà, w gminie Navata.
Według danych INE w 2020 roku liczyła 346 mieszkańców – 166 mężczyzn i 180 kobiet. 